# Cadiscus aquaticus
Cadiscus aquaticus là một loài thực vật có hoa trong họ Cúc. Loài này được E.Mey. ex DC. mô tả khoa học đầu tiên năm 1838. Đây là loài duy nhất của chi Cadiscus, một số ý kiến sử dụng kết quả phân tích di truyền xếp loài thuộc vào chi Senecio. với tên mới được chấp nhận năm 2009 là Senecio cadiscus.